# Match Molimard tegen De Haas in 1912
De Fransman Alfred Molimard en Jack de Haas speelden in 1912 een tweekamp dammen om de wereldtitel. 
Alfred Molimard was op dat moment regerend wereldkampioen. 
De match eindigde in 21-19 in het voordeel van Molimard die 2 partijen won. 
Jack de Haas won 2 partijen. 
De andere 15 partijen eindigden in remise. 
De match werd van 23 juni tot en met 4 juli 1912 in café de Karseboom in Amsterdam gespeeld.